# 興化廍
興化廍，是臺灣屏東縣萬丹鄉的一個傳統地域名稱，位於該鄉東南部凸出部分的東北半部。相較於今日行政區，其範圍大致包括新庄村南部邊界地帶東側一小段、新鐘村本體的東部及南端、水仙村不含西北部及東北端、甘棠村北部邊界地帶西段、興安村北大半部、興全村不含東北端，以及竹田鄉的鳳明村南部凸出部分的西半部。
本地區境內主要聚落為興化廍，設有萬新國中、興化國小。

## 歷史
台灣日治初期，興化廍地區為一街庄，稱為「興化廍庄」（舊制街庄），隸屬於港西下里。該庄昔日西北與新庄仔庄為鄰，東北與鳳山厝庄為鄰，東及東南隔東港溪與五魁藔庄、力社庄為界，南邊為甘棠門庄，西邊為瓦磘仔庄。
1901年（日治明治三十四年）11月11日，全台廢縣廳改設二十廳，該庄隸屬於阿猴廳。1904年（明治三十七年）4月15日，該庄編入「新庄仔區」，隸屬於阿猴廳。1905年（明治三十八年）4月1日，阿猴廳改稱「阿緱廳」。1909年（明治四十二年）10月25日，全台合併二十廳為十二廳，新庄仔區仍隸屬於阿緱廳。1920年（大正九年）10月1日，全台地方制度大改正，廢十二廳改設五州二廳，該庄改制為「興化廍」大字，隸屬於高雄州東港郡萬丹庄（新制街庄）。
戰後萬丹庄改制為萬丹鄉，隸屬於高雄縣，大字亦改制為村。1946年（民國35年）4月，萬丹鄉劃入省轄屏東市，改制為萬丹區，村亦改制為里。1950年（民國39年）10月1日，高、屏分治，萬丹區改制為萬丹鄉，並改隸屬於屏東縣，里亦改制為村。

## 聚落
本地區發展較早的聚落為興化廍、水吼（水哮，今水仙村），在日治初期的官方地圖上已有記載。

## 交通
縣道185甲線是新吉至來義的道路，經過本地區南部邊界地帶東半側。由該道路西行可前往新園鄉，並止於省道台27線路口；東行可前往崁頂鄉北端、潮州鎮、萬巒鄉南端，並止於縣道185號路口。
鄉道屏56線是後庄仔至渡船頭的道路，經過本地區北端。
鄉道屏59線是萬丹至甘棠門的道路，經過本地區西南部凸出部分。
鄉道屏61線是新鐘至興化部的道路，其南側端點（終點）位於本地區南部邊界地帶的縣道185甲線轉角路口，由此向東北蜿蜒而行，會經過本地區的興化廍聚落。
鄉道屏81線是西勢至鳳明農場的道路，其南側端點（終點）位於本地區東部偏北側的麟洛溪左岸道路路口。

## 學校
- 萬新國中
- 興化國小